# Bör Börson
För andra betydelser, se Bör Börson (olika betydelser).
Bör Börson – Olderdalens störste son, originaltitel: Bør Børson jr., titel vid senare svenska översättningar: Bör Börson, miljonär – roman, är en roman från 1920 av den norske författaren Johan Falkberget.
Bör Börson publicerades första som följetong 1920. Samma år utkom den i svensk översättning av Karin Herlin med illustrationer av Nils Moa. Den har filmatiserats två gånger: 1938 som Bør Børson jr. och 1974 som Hur man blir miljonär.

## Handling
Romanen handlar om den dumsnälle och godtrogna ungkarlen Bör Börson juniors kamp för rikedom och berömmelse.